# Spirits in the Material World
Singles de The Police
Every Little Thing She Does Is Magic Secret Journey
Spirits in the Material World est une chanson du groupe The Police, écrite par Sting, présente sur l'album Ghost in the Machine. Elle est extraite en single en décembre 1981 (début 1982 aux États-Unis).
La chanson comporte une basse, une guitare, un synthétiseur, une batterie, et un saxophone, joué par Sting lui-même. Le rythme de la chanson est basé sur un ska jamaïcain dans les couplets puis un refrain rock.

## Classements hebdomadaires
| Classement (1981-1982)                 | Meilleure position |
| -------------------------------------- | ------------------ |
| Allemagne (Media Control AG)           | 44                 |
| Australie (Kent Music Report)          | 50                 |
| Belgique (Flandre Ultratop 50 Singles) | 8                  |
| Canada (RPM 50 Singles)                | 13                 |
| États-Unis (Billboard Hot 100)         | 11                 |
| France (SNEP)                          | 11                 |
| Irlande (IRMA)                         | 6                  |
| Pays-Bas (Single Top 100)              | 8                  |
| Royaume-Uni (UK Singles Chart)         | 12                 |

## Certification
| Pays              | Certification | Date       | Unités certifiées |
| ----------------- | ------------- | ---------- | ----------------- |
| Royaume-Uni (BPI) | Argent        | 01/01/1982 | 250 000           |